# Elena Huelva Palomo
Elena Huelva Palomo (castellà: Elena Huelva)  (Sevilla, 21 de maig de 2002 - Bormujos, 3 de gener de 2023) fou una activista contra el càncer, influencer i escriptora espanyola.
Quan tenia 16 anys li fou diagnosticat sarcoma d'Ewing i, des d'aquest moment, explicà el seu dia a dia del seu tractament contra el càncer amb el lema "Mis ganas ganan". Les seves xarxes socials es feren molt populars, especialment a Instagram amb 800.000 seguidors i TikTok amb 700.000. El gener de 2022 publicà el llibre Mis ganas ganan. Nadie nos ha prometido un mañana, vive el presente, que recull les seves experiències amb la malaltia.